# Klaas de Boer Czn.
Klaas de Boer Czn (Assendelft, 10 oktober 1852 - Assendelft, 5 augustus 1936) was een Nederlands politicus.
De Boer was een vooruitstrevend-liberaal Tweede- en Eerste Kamerlid in de jaren rond 1900. In 1894 werd hij in het district Zaandam gekozen als vertegenwoordiger van de Radicale Bond, maar in 1901 niet toegetreden tot de VDB, maar overgestapt naar de Liberale Unie. Oorspronkelijk was hij landbouwer en daarnaast burgemeester van Assendelft. Na zijn terugtreden als Tweede Kamerlid werd hij nog twaalf jaar senator. Hij was vooral actief als landbouwdeskundige. In Assendelft werd hij als burgemeester opgevolgd door een zoon en ook die werd door een zoon opgevolgd.

## Onderscheiding
- Ridder in de Orde van de Nederlandse Leeuw

- Biografisch Portaal: 13935028
- Parlement.com: vg09lkybqhz5